# Carlos Romero (político)
José Carlos Romero Herrera (1941) é um político espanhol que serviu como Ministro da Agricultura, Pesca e Alimentação de dezembro de 1982 a março de 1991.